# Adolf Fryderyk IV
Adolf Fryderyk IV (ur. 5 maja 1738 w Mirow, zm. 2 czerwca 1794 w Neustrelitz) – książę Meklemburgii-Strelitz. Jego władztwo było częścią Świętego Cesarstwa Rzymskiego Narodu Niemieckiego.

## Życiorys
Był trzecim dzieckiem (najstarszym synem) księcia Mirow Karola Ludwika Fryderyka i jego żony Elżbiety Albertyny Sachsen-Hildburghausen. Jego dziadkiem był książę Meklemburgii-Strelitz Adolf Fryderyk II.
Po śmierci ojca 5 czerwca 1752 został następcą tronu. Wstąpił na niego 11 grudnia 1752, kiedy zmarł jego stryj książę Adolf Fryderyk III. 
3 marca 1753 roku w Dreźnie został odznaczony polskim Orderem Orła Białego nr 314, 26 kwietnia 1753 otrzymał szwedzki Order Serafinów, 23 kwietnia 1764 został kawalerem brytyjskiego Orderu Podwiązki, a 7 października 1791 pruskiego Orderu Orła Czarnego.
Zmarł bezżennie i bezdzietnie. Tron odziedziczył po nim jego brat Karol.